# Francesc Viadiu
Francesc Viadiu i Vendrell (Solsona, 15 de septiembre de 1900 — San Lorenzo de Morunys, 28 de septiembre de 1992) fue un escritor y político español. Asimismo era también alcalde de su ciudad natal, diputado del Parlamento de Cataluña, gobernador civil de Lérida y delegado de Cultura.

## Biografía

### 1900-1931
Era hijo de Josep Viadiu i Pascual y de Josefa Vendrell i Isanta, que regentaban una tienda de aceites y jabones en Solsona. Aún siendo joven se traslada a Barcelona para trabajar en el mundo del teatro. Tiempo después regresa a su ciudad natal buscándose la vida como alpargatero y también en la harinera de Can Reig. En 1922, Francesc se afilió a Estado Catalán, y durante la dictadura colaboró en la preparación de una lucha armada con Josep Rovira i Canals y anarquistas de la cuenca del Cardener. También entró en el servicio militar para colaborar en el combate de la guerra del Rif donde permaneció hasta 1924. A su vuelta a España en ese mismo año, contrajo matrimonio con Rosa Bellavista i Segués, y fue con quien tuvo dos hijos: Jaime y María Rosa.

### 1931-1939
En 1931 fue uno de los fundadores de Esquerra Republicana de Catalunya. En las elecciones de noviembre de 1932 para constituir el Parlamento de Cataluña, fue elegido diputado por Lérida. En 1933 fue nombrado miembro de la Comisión Asesora de Asistencia Social de Cataluña, creada a raíz de los traspasos de este sector desde el Estado a la Generalidad. Por su participación en la proclamación del Estado Catalán en octubre de 1934, fue detenido y procesado, al igual que otras personalidades del partido.
En los primeros momentos de la Guerra Civil, presidió el Comité Revolucionario de Solsona, donde actuó con firmeza para evitar que los grupos de incontrolados cometieran excesos en la población, donde salvó la vida al obispo Valentí Comellas y a numerosos religiosos. Defendió también el patrimonio artístico y los edificios religiosos de la comarca, como la Virgen de la Claustra de la catedral de Solsona y el Santuario del Miracle.
A principios de 1937 fue nombrado delegado de Orden Público de la Generalidad en Lérida, con la misión de hacer prevalecer la legalidad republicana y la actuación del gobierno catalán. Su intervención lo llevó a un enfrentamiento abierto con los activistas de la Federación Anarquista Ibérica, en la que destacó su apoyo, al frente de un grupo de guardias de asalto, en la población de Bellver de Cerdaña, que resistía el asedio del grupo comandado por el llamado «El Cojo de Málaga», en un episodio que significó el fin de la hegemonía del grupo. Cesó en este cargo en septiembre del mismo año y pasó a ser director general de Patrimonio Artístico de la Generalidad. Después de unos meses, ya en 1938, fue alcalde de Solsona, cargo que ejerció hasta que la inminente llegada de las tropas franquistas en la ciudad lo obligaron a emprender el camino del exilio.